# Vogtland Philharmonie Greiz Reichenbach

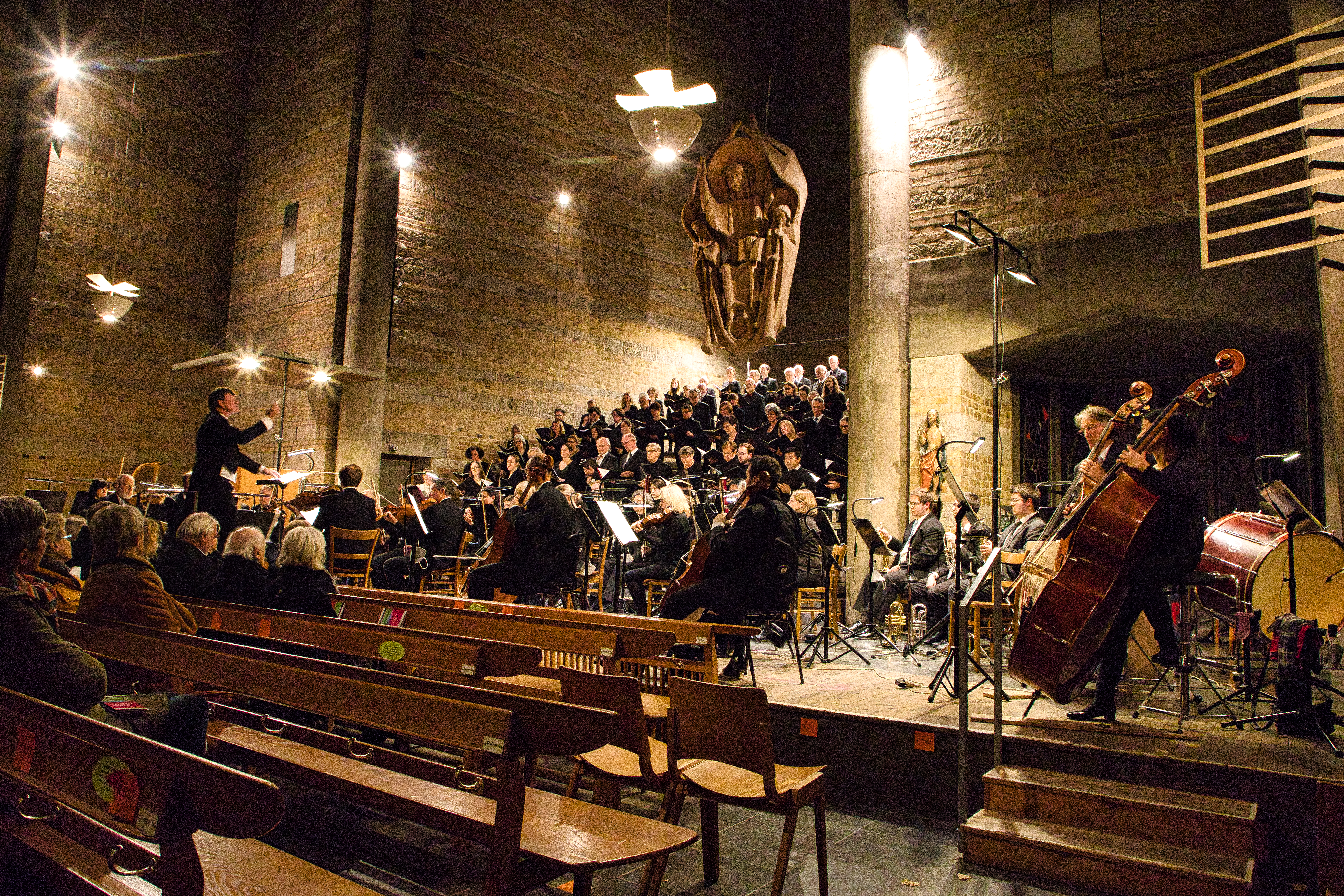
Das Orchester gemeinsam mit dem Oratorienchor Würzburg unter der Leitung von Matthias Göttemann, 2021

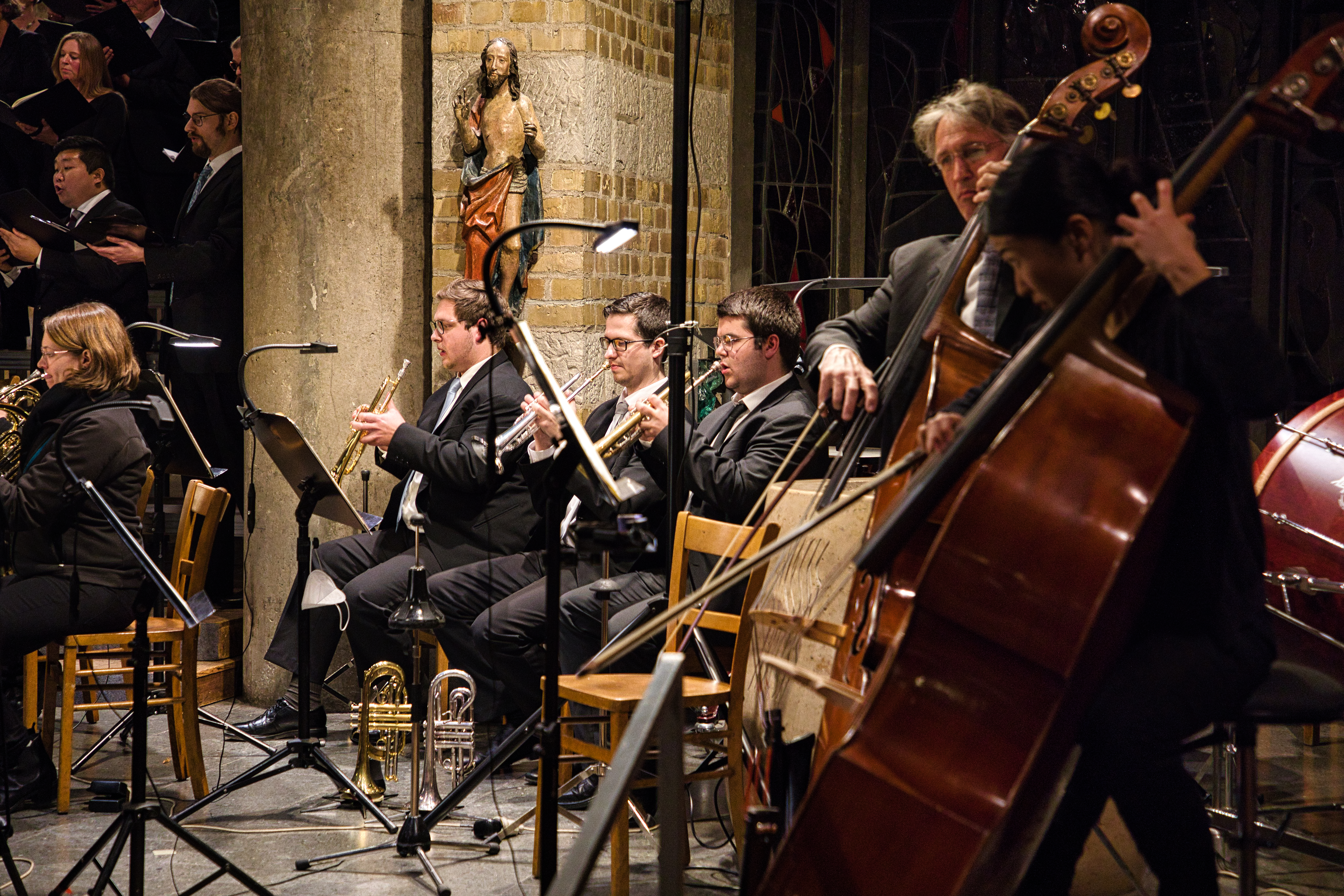
Aufführung der Chorfantasie von Ludwig van Beethoven, Würzburg 2021

Die Vogtland Philharmonie Greiz/Reichenbach ist ein deutsches Sinfonieorchester und wurde 1992 durch die Fusion des Staatlichen Sinfonieorchesters Greiz mit dem Staatlichen Vogtlandorchester Reichenbach gegründet.

## Details
Getragen wird der 65 Musiker umfassende Klangkörper durch die Freistaaten Thüringen und Sachsen, den Landkreis Greiz und den Vogtlandkreis sowie die beiden Städte Greiz und Reichenbach.
Die Vogtland Philharmonie tritt in Greiz, Reichenbach und dem gesamten sächsisch-thüringischen Raum regelmäßig auf, ebenso in deutschen Musikzentren und auf Konzertreisen u. a. in China, Spanien, Österreich, Tschechien, den USA und der Türkei.
Das musikalische Spektrum reicht von Sinfonischen Konzerten, Chorsinfonik und Konzerten in historischen Kostümen über Filmmusik bis hin zu Klassik-Open-Airs und „Philharmonic Rock“. Seit Jahren ist das Orchester Partner beim Internationalen Instrumentalwettbewerb Markneukirchen, beim Internationalen Akkordeonwettbewerb Klingenthal und dem Greizer Stavenhagen Wettbewerb. Zur Förderung des musikalischen Nachwuchses entwickelte es eine Reihe von Bildungskonzerten und speziellen Projekten wie „Kids meet Classic“. Die Vogtland Philharmonie produzierte eine Vielzahl unterschiedlicher CDs.
Intendant und Geschäftsführer der Vogtland Philharmonie ist Generalmusikdirektor Stefan Fraas. Seit der Saison 2020/2021 ist Dorian Keilhack Chefdirigent des Klangkörpers und damit Nachfolger von Hans-Rainer Förster (1992–1994), Doron Salomon (1995–2003), Jiří Malát (2004–2013) und David Marlow (2014–2020), Ehrendirigent ist seit 2004/2005 Lothar Seyfarth.

## CD-Produktionen
- Piano Concertos: Addinsell Warschauer Konzert, Rota Concerto Soiree, Piazzolla Cuatro Estaciones Portenas, La muerte del angel; Klavier: Donka Angatschewa, Dirigent: Stefan Fraas
- Amor: Glanzarien von Strauss, Mozart, Händel, Telemann, Weber u. a.; Sopran: Marie Friederike Schöder, Dirigent: Stefan Fraas
- Sounds of Hollywood: Fluch der Karibik, Herr der Ringe, Harry Potter, King Kong, u. a.; Klarinette: Susan Joseph, Violine: Sergej Synelnikov, Dirigent: Stefan Fraas
- Sounds of Hollywood Vol. 2: Fluch der Karibik 3, Doktor Schiwago, Mission Impossible, The Dark Knight u. a.; Violine: Sergej Synelnikov, Oboe: Juliane Sigler, Dirigent: Stefan Fraas
- Sounds of Hollywood Vol. 3: Das Erwachen der Macht, Game of Thrones, Aladdin, Ant-Man, Die Geisha, Der Polarexpress u. a.; Violine: Sergej Synelnikov, Violoncello: Peter Manz, Dirigent: Stefan Fraas
- Plink, Plank, Plunk: Werke von: Johann Strauß, Gaetano Donizetti, Franz Lehár, Leroy Anderson, Jerome Kern; Sopran: Ursula Ruperti, Dirigent: Stefan Fraas
- Intermezzo Sinfonico: Werke von Johann Strauß, Fred Raymond, Eduardo di Capua u. a.; Sopran: Simone Ditt, Tenor: Tommaso Randazzo, Dirigent: Stefan Fraas
- Romantisches Cello: Charles-Camille Saint-Saëns: Cellokonzert a-moll op. 33 / Victor Antoine Edouard Lalo: Cellokonzert d-moll / Pablo de Sarasate: Zigeunerweisen op. 20; Violoncello: Kerstin Feltz, Dirigent: Doron Salomon
- Clara und Robert Schumann: Konzertsatz für 4 Hörner und großes Orchester op. 86 / Konzertsatz d-Moll für Klavier und Orchester / Konzert a-Moll für Klavier u. Orchester op. 7 / Konzertsatz f-Moll für Klavier und Orchester; Klavier: Elena Margolina, Hornquartett des Gewandhausorchesters Leipzig, Dirigent: Doron Salomon
- Bernhard Stavenhagen: Klavierkonzert op. 4 / Klavierstücke 2, 5, 10; Klavier: Andreas Pistorius, Dirigent: Doron Salomon
- Joseph Gabriel Rheinberger: Orgelkonzerte Orgelkonzert Nr. 1 F-Dur op. 137 / Orgelkonzert Nr. 2 g-moll op. 177 / Orgelsonate Fis-Dur op. 111; Orgel: Hans Otto, Dirigent: Stefan Fraas
- Johannes Brahms: Ein deutsches Requiem op. 45; Sopran: Gesche Stürmer, Bariton: Olaf Bär, Flensburger Bach-Chor, Dirigent: Matthias Janz
- Johann Sebastian Bach: Weihnachtsoratorium BWV 248 (Doppel-CD); Sopran: Cornelia Wosnitza, Alt: Annette Schneider, Tenor: Sebastian Reim, Bass: Frank Schiller, Dirigent: Stefan Fraas
- Joseph Gabriel Rheinberger: Advent-Motetten, op. 176 / Der Stern von Bethlehem, op. 164, Weihnachts-Kantate; Sopran: Dilek Gecer, Bariton: Michael Junge, Universitätschor Dresden, Dirigent: Stefan Fraas